# Ferro da stiro

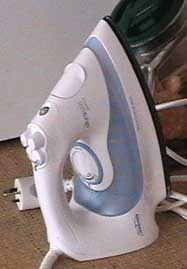
Un ferro da stiro moderno

Il ferro da stiro è un piccolo elettrodomestico che viene impiegato in ambito casalingo per "stirare", ovvero per rimuovere le pieghe nel tessuto che derivano dal lavaggio (in lavatrice o a mano) e dall'asciugatura. Sebbene il nome derivi dal materiale con il quale venivano anticamente costruiti tali apparecchi (il ferro), le piastre dei moderni ferri da stiro sono costruite prevalentemente in alluminio e in alcuni casi vengono sottoposte a un trattamento speciale per renderle antiaderenti, facilitando così lo scorrimento sui tessuti.
Alla categoria dei cosiddetti "piccoli elettrodomestici", a cui appartiene il ferro da stiro, appartengono anche il bollitore elettrico, il ventilatore, l'aspirapolvere e piccoli strumenti da cucina.

## Storia

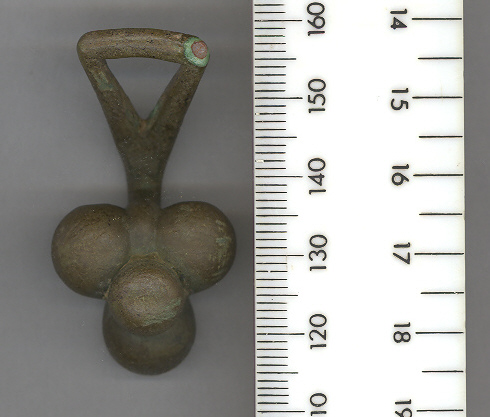
Utensile assimilabile ad un ferro da stiro (43-150 d.C.)

Il primo attrezzo assimilabile a un ferro da stiro risale all'epoca della dinastia Han (206 a.C. – 221 d.C.) e consisteva in un recipiente di bronzo destinato a contenere braci incandescenti e provvisto di un manico di legno. I contenitori erano spesso decorati in modo molto accurato. Il manico era in legno nei ferri più semplici e in avorio nei ferri delle famiglie più ricche e dei nobili. anche se questo oggetto non è da considerarsi un vero e proprio ferro da stiro come lo intendiamo oggi poiché era difficile da maneggiare

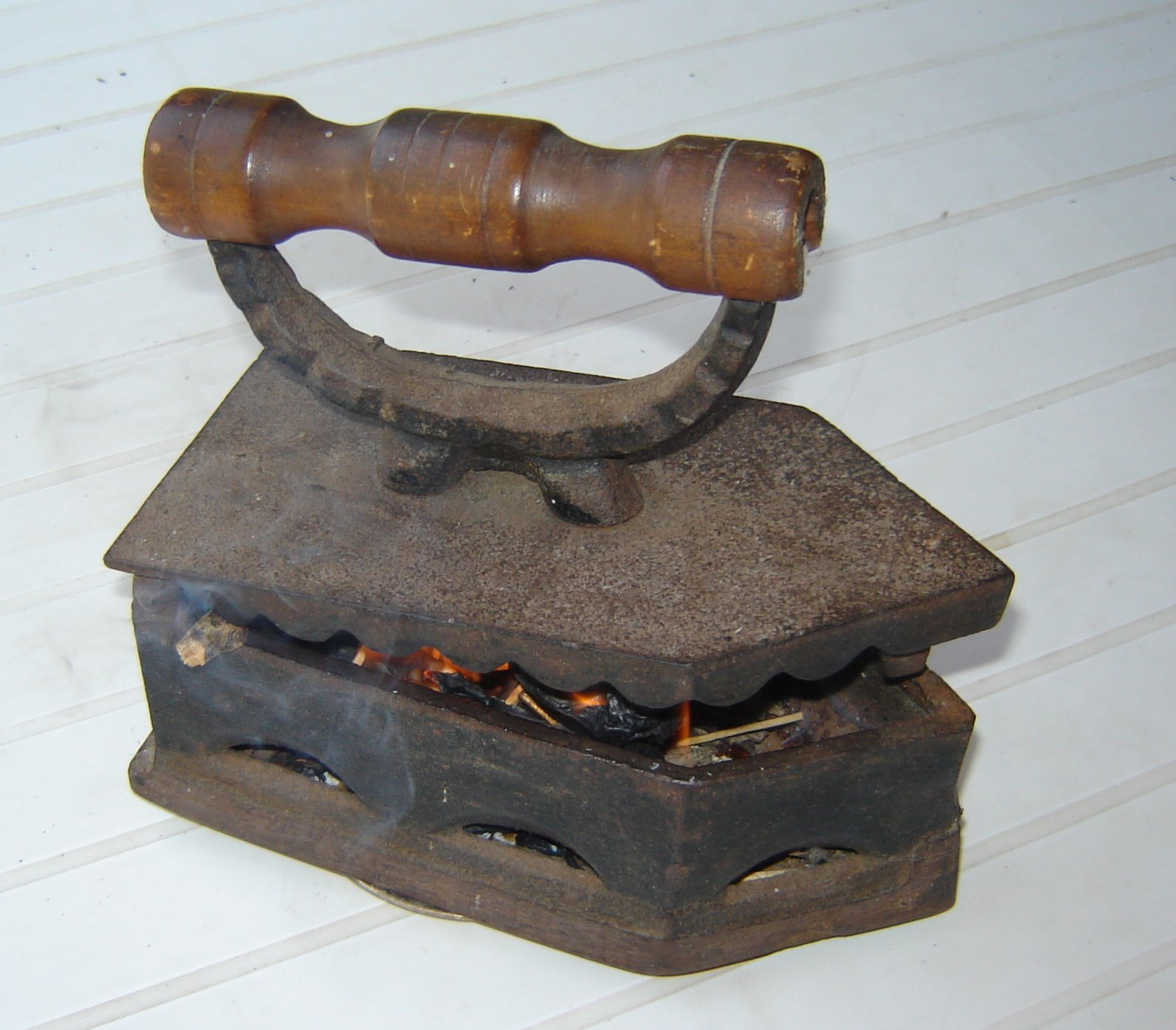
Ferro da stiro a braci ardenti

Nel XIX secolo si hanno alcune innovazioni nella forma e nei materiali ma i ferri venivano ancora scaldati in forno e poi usati rapidamente spesso sporcando il tessuto di cenere. La maggior parte dei ferri da stiro dei primi anni del XX secolo erano costituiti da un contenitore nel quale venivano poste delle braci di carbone che periodicamente dovevano essere alimentate per mezzo di un soffietto. Il primo di essi venne prodotto da Isaac Wilkinson nel 1737.

Il primo ferro da stiro in assoluto viene brevettato nel 1891, mentre risale al 1926 la nascita del ferro a vapore.
Nel 1946 ,in Italia, viene brevettato da Carlo Robecchi di Treviglio (BG) il ferro da stiro a vapore con il serbatoio separato dal ferro stesso, un'innovazione per l'epoca, con il primo grande vantaggio di consentire l'applicazione ai ferri normali di qualsiasi tipo.

## Funzionamento
Il ferro da stiro è un elettrodomestico che impiega per il funzionamento un resistore, alimentato a 230 volt, per il riscaldamento della piastra e dell'acqua nei modelli dotati di caldaia.
La stiratura funziona allentando i legami intermolecolari tra le catene di polimeri all'interno delle fibre tessili del materiale. Mentre le molecole vengono riscaldate, le fibre sono sottoposte alla pressione della piastra, che ridefinisce la forma del tessuto (togliendo così le pieghe), che viene poi mantenuta mentre le fibre si raffreddano. Alcuni materiali, come il cotone, richiedono l'aggiunta di acqua per allentare ulteriormente i legami intermolecolari. Sono molti i tessuti moderni che vengono prodotti con speciali accorgimenti tali da eliminare o diminuire la necessità della stiratura dopo il lavaggio.

## Caratteristiche costruttive e classificazione

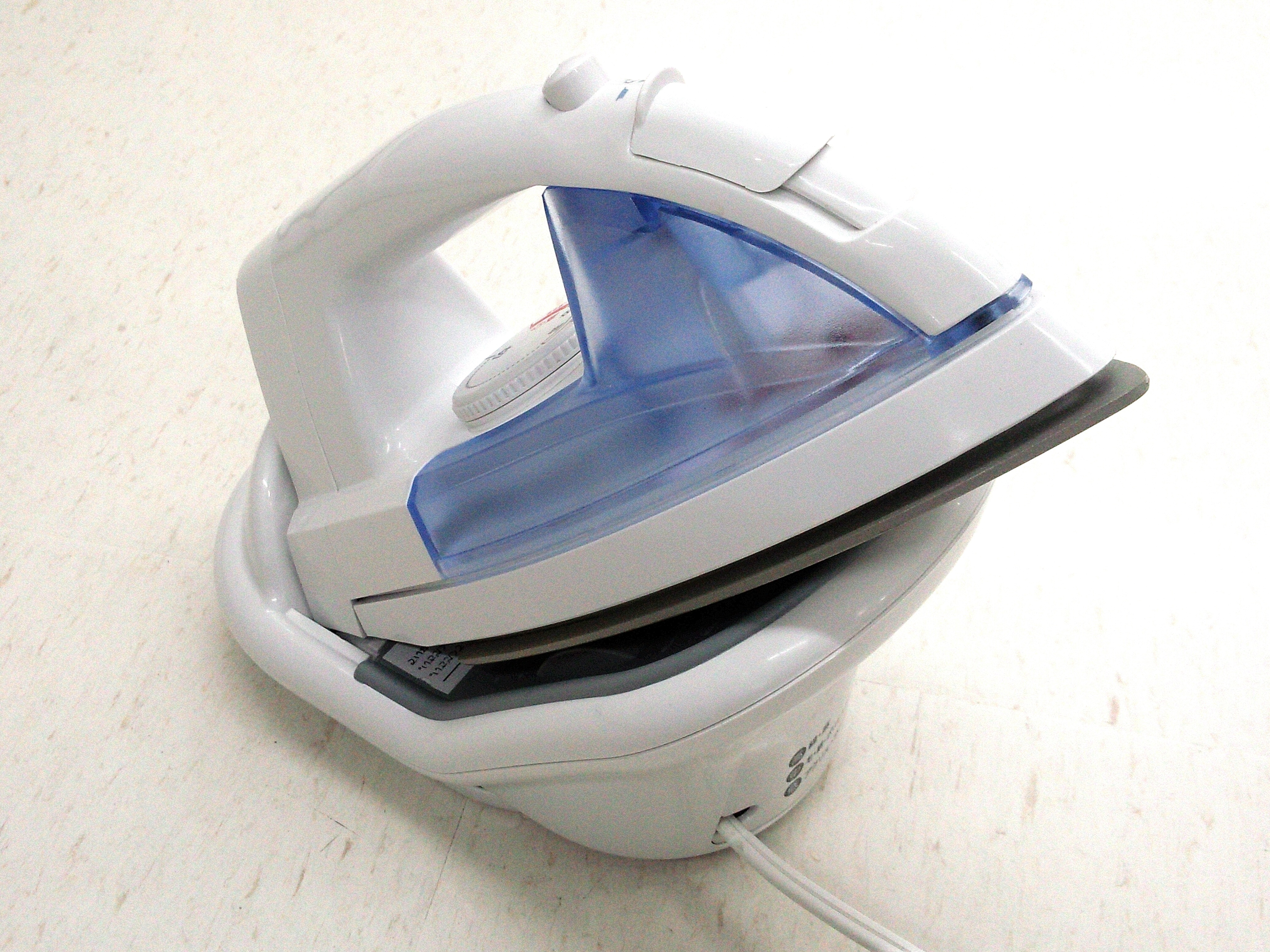
Ferro da stiro a vapore con caldaia esterna.

I ferri da stiro moderni si possono suddividere in:
- Ferri a secco che non producono vapore. Per una buona riuscita della stiratura alcuni tipi di fibre, in particolare quelle naturali, vanno quindi preventivamente inumidite. La massima potenza elettrica assorbita è in genere tra 900 W e 1200 W. In questo gruppo ricadono anche i cosiddetti ferri da viaggio caratterizzati da peso e dimensioni ridotte.
- Ferri a vapore con serbatoio d'acqua integrato nel corpo ferro. Il vapore è ottenuto per percolazione controllata dell'acqua entro piccoli condotti all'interno della stessa piastra del ferro. Per effetto del calore si produce l'immediata vaporizzazione. Tale sistema è però inefficace quando il ferro è regolato su una bassa temperatura. La massima potenza elettrica assorbita è in genere tra 1800 W e 2400 W. L'emissione di vapore raramente supera i 45 g/minuto, e dipende principalmente dalla potenza. La limitata capacità del serbatoio richiede frequenti rabbocchi.
- Ferri a vapore con base-serbatoio d'acqua indipendente. Il vapore è prodotto ad alta pressione, normalmente tra 4 bar e 6 bar, entro un proprio generatore: un contenitore ad alta temperatura opportunamente isolato e alloggiato dentro alla base. Man mano che il vapore viene richiesto e inviato al ferro (attraverso un piccolo tubo che fa parte dello stesso cordone che alimenta elettricamente il ferro) una pompa elettrica a membrana anch'essa interna alla base provvede a fornire nuova acqua al generatore di vapore. Per far questo la pompa deve poter produrre una pressione superiore a quella già presente dentro il generatore, ed è quindi spesso rumorosa. La massima potenza elettrica assorbita è tipicamente 2400 W. L'emissione di vapore è sui 120 g/minuto. Questo tipo di ferri hanno ridotti tempi iniziali di riscaldamento sia del ferro che del generatore di vapore, lunga autonomia tra i rabbocchi del serbatoio d'acqua, operazione questa che può effettuarsi in qualsiasi momento non essendo il serbatoio in pressione.
- Ferri a vapore con caldaia pressurizzata. In questi ferri tutta la caldaia e il quantitativo d'acqua in essa contenuta (in genere tra 0,6 e 1,2 litri) viene preventivamente preriscaldata e mantenuta ad alta pressione (3 bar - 3,5 bar) e alta temperatura (135 °C - 140 °C). Il vapore viene prelevato direttamente dalla caldaia e inviato al ferro attraverso un tubo che fa parte dello stesso cordone elettrico. Il passaggio del vapore dalla piastra prima della sua fuoriuscita può innalzarne ulteriormente la temperatura, se il ferro è impostato su un'alta gradazione. Il flusso di vapore è attorno agli 80 g/minuto e la potenza elettrica è usualmente tra 2000 W e 2400 W.

## Normativa di riferimento
La misura e verifica delle caratteristiche di un ferro da stiro è attualmente definita dallo standard internazionale IEC 60311:2016 versione 5.0. Le principali misure riguardano: tempo di riscaldamento del ferro e per la produzione di vapore, uniformità della temperatura sulla piastra e sua stabilità nel tempo, flusso di vapore e quantitativo del colpo di vapore, efficacia nella riduzione delle pieghe, potenza massima (nominale) assorbita e consumo medio di energia elettrica in condizioni d'uso, planarità della piastra, resistenza della superficie della piastra a graffi e al distacco (nel caso di rivestimenti antiaderenti), stabilità e riproducibilità nella regolazione di temperatura, durata d'uso tra due cicli di rimozione calcare (con durezza dell'acqua normalizzata).
I dettagli, anche sommari, della normativa non sono di pubblico dominio. In aggiunta le aziende costruttrici non hanno alcun obbligo sulla divulgazione delle caratteristiche complete dei loro prodotti. A livello europeo non è stata prevista la messa a punto di etichettatura energetica per i ferri da stiro. La prassi più spesso adottata dai produttori è attualmente quella di pubblicare e dare risalto a caratteristiche ritenute qualificanti a livello dell'acquirente (potenza elettrica, emissione di vapore, colpo di vapore, presenza di modalità eco di risparmio energetico) ma nel contempo non rendere noti altri dati utili quali consumo medio durante l'uso, frequenza di decalcificazione, e altro ancora.

## Sicurezza
Il ferro da stiro, combinando insieme la presenza di corrente elettrica, calore e acqua è uno degli elettrodomestici che maggiormente è coinvolto in episodi anche gravi di incidenti domestici. 
- Rischio di ustione. La temperatura della piastra è molto alta.
- Rischio di folgorazione. Il cavo si usura con l'uso e può diventare pericoloso se i fili sono scoperti. Il resistore può perdere l'isolamento e portare la carcassa del ferro ad assumere una differenza di potenziale pericolosa verso terra.

## Risparmio energetico
Poiché l'energia consumata da un ferro da stiro è piuttosto elevata, è consigliabile adottare alcuni accorgimenti:
- Utilizzare tale elettrodomestico preferibilmente al di fuori delle ore di punta.
- Non utilizzare il ferro da stiro contemporaneamente ad altri elettrodomestici che assorbono molta energia elettrica, per esempio lavatrice, lavastoviglie, scaldabagno.
- Spegnere sempre il ferro da stiro quando non è utilizzato, agendo sull'interruttore e togliendo la spina dalla presa.
- Stirare prima i tessuti sintetici, poi quelli di origine animale (lana, seta) e infine i tessuti di origine vegetale (cotone e lino), in modo che la temperatura impostata aumenti con il procedere della stiratura.

Non vanno peraltro confuse tra loro la potenza massima assorbita — quella espressa in Watt indicata sull'apparecchio — e la potenza media assorbita in normali condizioni di utilizzo, che tipicamente si situa tra il 25% e il 50% della potenza massima. L'assorbimento di potenza avviene infatti in maniera discontinua, per effetto dell'alternarsi di fasi di accensione (più brevi) e di spegnimento (più lunghe) regolate dal termostato. È senz'altro vero che durante le fasi di accensione, qualora sia già in uso un altro elettrodomestico energivoro, può verificarsi il distacco dell'elettricità per superamento della soglia di potenza al contatore. Peraltro risultanze internazionali concordano su un uso tipico del ferro da stiro di due ore a settimana, che si traduce considerando la potenza media in un consumo attorno ai 90 kWh/anno.

## Temperature consigliate per la stiratura
- Lino: 230 °C
- Cotone: 204 °C
- Triacetato: 200 °C
- Viscosa: 190 °C
- Lana: 148 °C
- Poliestere: 148 °C
- Seta: 148 °C
- Acetato: 143 °C
- Acrilico: 135 °C
- Lycra/Spandex: 135 °C
- Nylon 6.6: 135 °C